# 김영종 (축구 선수)
김영종(한국 한자: 金泳宗, 1986년 2월 12일 ~ )은 대한민국의 전 축구 선수이며, 포지션은 공격수였다.